# Ljudtekniska Sällskapet
Ljudtekniska Sällskapet (LTS) är en oberoende ideell förening som verkar för bättre ljudåtergivning och vill främja högre kvalitet på ljudanläggningar och ljudinspelningar. Föreningen har funnits i olika former sedan mitten av 1950-talet och har avdelningar i Stockholm, Umeå, Göteborg och Malmö. 
Under senare år har föreningen särskilt uppmärksammat och ifrågasatt den dynamiska och klangliga förvrängning som sedan mitten av 1990-talet drabbar såväl ny som återutgiven musik, främst pop- och rockmusik men även klassisk musik och jazz. Föreningen arbetar därför bland annat för att äldre inspelningar skall finnas tillgängliga i oförstörda utgåvor, där man inte har mastrat och komprimerat för lyssning med t.ex. smartphone och enkla in ear-hörlurar. I oförstörda utgåvor bibehålls all dynamik och information och därmed det musikaliska uttrycket intakt.

## Medlemstidning
Ljudtekniska Sällskapet ger ut medlemstidningen Musik & Ljudteknik. Tidningen utkommer fyra gånger per år och finns på de flesta större bibliotek.

## LTS-utgåvor

### Adolphson & Falk –Med rymden i blodet
Som första specialutgåva gav LTS i april 2011 ut Adolphson & Falks syntklassiker Med rymden i blodet från 1982. I samarbete med Dagge Lundquist (som medverkade som tekniker och trummis) överfördes inspelningen enligt LTS önskemål direkt från originalmasterbandet till cd utan några som helst dynamiska eller klangliga förändringar. Resultatet är en dynamik och renhet i ljudet som överträffar alla tidigare utgåvor av skivan. Som bonusspår finns både singel- och maxiversionen av Blinkar blå i samma höga ljudkvalitet.